# Rudná pod Pradědem zastávka
Rudná pod Pradědem zastávka – przystanek kolejowy w Rudnej pod Pradědem, w kraju morawsko-śląskim, w Czechach. Przystanek znajduje się na wysokości 735 m n.p.m. i leży na linii kolejowej nr 312.